# 薩德爾比尤特鎮區 (北達科他州戈爾登瓦利縣)
薩德爾比尤特鎮區（英語：Saddle Butte Township）是位於美國北達科他州戈爾登瓦利縣的一個鎮區。

## 地方資料
薩德爾比尤特鎮區的面積為91.83平方千米，當中陸地面積為91.37平方千米，而水域面積為0.46平方千米。根據2020年美國人口普查的數據，當地共有人口49人，而人口密度為每平方千米0.53人。